# Gebrauchsstellenvorlage

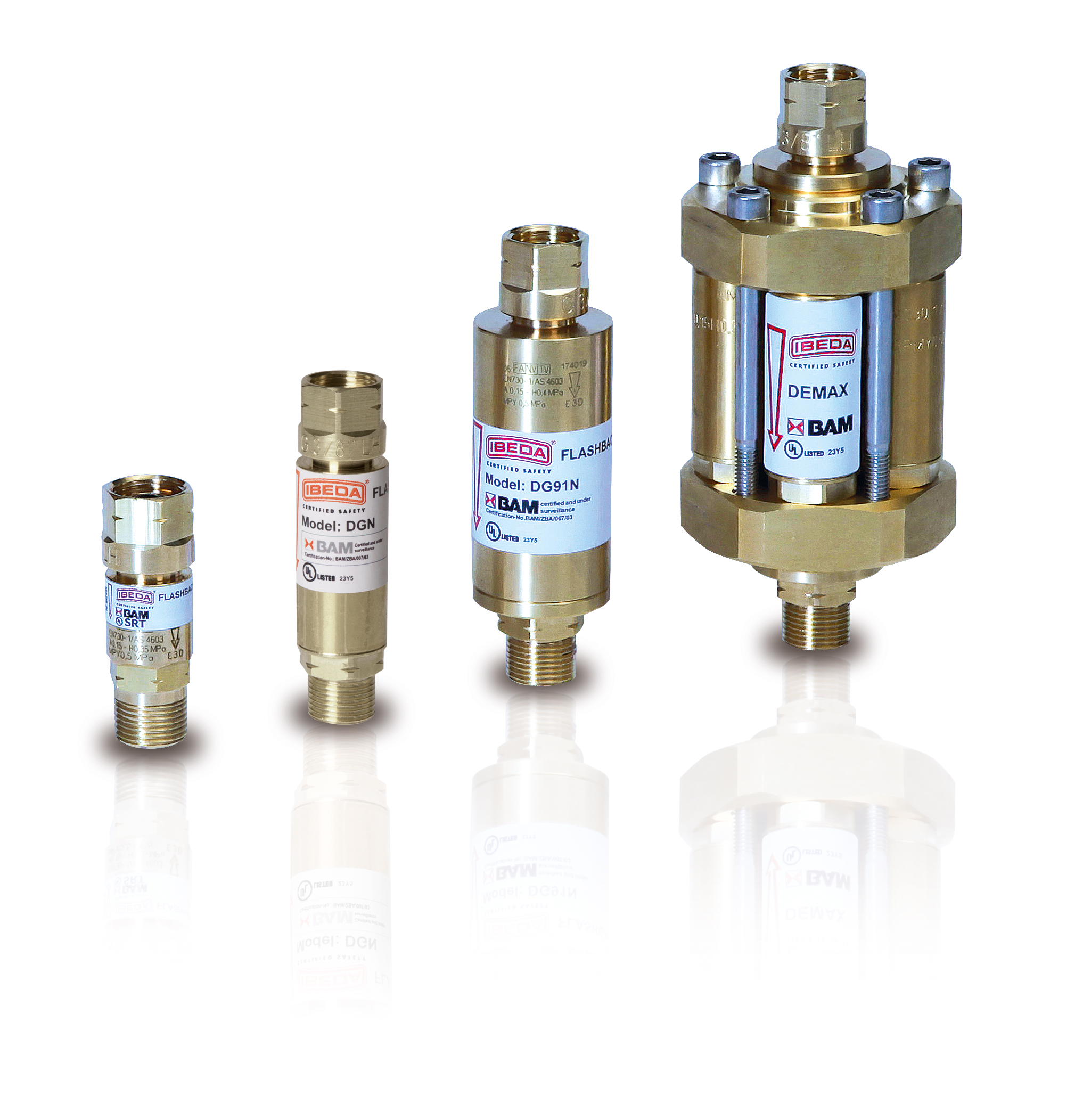
Verschiedene Flammenrückschlagsicherungen (Gebrauchsstellenvorlagen) mit unterschiedlicher Durchflussleistung

Gebrauchsstellenvorlagen, auch Flammenrückschlagsicherungen oder nach Norm DIN EN ISO 5175-1 Sicherheitseinrichtungen genannt, verhindern beim Autogenschweißen oder Brennschneiden, dass eine Flamme vom Mundstück des Brenners durch die Schlauchleitung in die Gasflasche oder Verteilungsleitung zurückschlagen kann und es so zu einer Explosion kommt. Der Einsatz dieser Geräte ist für einen sicheren Umgang bei autogenen Schweiß-, Schneid- und Wärmprozessen unerlässlich.

## Funktion
In Deutschland und vielen anderen Ländern ist die Absicherung mit einer Gebrauchsstellenvorlage am Druckminderer gesetzlich vorgeschrieben.
Zusätzlich kann auch eine Absicherung in der Schlauchleitung oder am Handgriff des Arbeitsgerätes erfolgen.
Sicherheitseinrichtungen nach Norm DIN EN ISO 5175-1 (vormals EN 730-1) sind mit mindestens zwei Sicherheitselementen (Funktionen) ausgestattet.
Gebrauchsstellenvorlagen verhindern zuverlässig:
- Eintritt von Luft oder Sauerstoff in die Verteilungsleitung oder Einzelflasche
- Flammendurchschlag
- Die weitere Gaszufuhr bei einem Nachbrand

Eine Gebrauchsstellenvorlage hat mindestens die folgenden beiden Sicherheitselemente:
- ein Gasrücktrittventil (NV)
  - verhindert sicher die Gemischbildung
  - lässt Gas nur in eine Richtung strömen
- eine Flammensperre (FA)
  - verhindert einen Flammendurchschlag
  - kühlt die auftreffende Flammenfront unter die Zündtemperatur

Zusätzlich sind die Gebrauchsstellenvorlagen meistens im Standard mit einer Thermischen Nachströmsperre (TV) ausgestattet:
- löst vor Erreichen einer vorbestimmten Temperatur aus und unterbricht den weiteren Gasfluss
- verhindert die unzulässige Erwärmung der Sicherheitseinrichtung

Bei rückstellbaren, druckgesteuerten Gebrauchsstellenvorlagen ist noch ein weiteres Sicherheitselement vorhanden, die Druckgesteuerte Nachströmsperre (PV):
- unterbricht die weitere Gaszufuhr bei auftretenden Druckstößen
- die Gaszufuhr kann manuell wieder freigegeben werden.

Ein Schmutzfilter schützt bei vielen gängigen Modellen die Gebrauchsstellenvorlage und insbesondere das Gasrücktrittventil vor, von der Gaseingangsseite möglicherweise eingetragenen, Schmutzpartikeln.
Es gibt verschiedene Bauarten von Flammenrückschlagsicherungen:
- Sicherungen, die an die Druckminderer angeschlossen werden (am Eingang der Sicherung befindet sich ein Innengewinde, am Ausgang ein Außengewinde)
- Sicherungen, die an den Handgriff angeschlossen werden (am Eingang der Sicherung ein Außengewinde, am Ausgang ein Innengewinde)
- Sicherungen, die zwischen die Schläuche angeschlossen werden (Ein- und Ausgang: z. B. Sauerstoff = 6 mm Tülle; Gas = 9 mm Tülle – Flussrichtung beachten)

## Vorgeschriebene Überprüfung
Gebrauchsstellenvorlagen sind in bestimmten Zeitintervallen, jedoch in Deutschland mindestens einmal jährlich entsprechend (TRBS 1201, Tabelle 2- bewährte Prüffristen für wiederkehrende Prüfungen) oder (DGUV-R 500 Kap. 2.26 Punkt 3.27) durch eine geschulte und autorisierte Person auf Dichtheit, Gasdurchfluss und Sicherheit gegen Gasrücktritt zu prüfen und entsprechend zu kennzeichnen.

## Geschichte
1945 brachte Paul Witt die trockene Gebrauchsstellenvorlage auf den deutschen Markt. Die Gebrauchsstellenvorlage revolutionierte die Sicherheit beim Schweißen und setzte sich in den folgenden Jahren auch weltweit durch. Die handliche trockene Gebrauchsstellenvorlage löste die zuvor übliche nasse Gebrauchsstellenvorlage weitgehend ab, welche mit Wasser den Gasrücktritt und Flammenrückschlag verhinderte und in Installation, Wartung und Handhabung wesentlich aufwändiger war.